# 長風文教基金會
財團法人長風文教基金會，簡稱長風基金會，是中華民國的非營利組織及基金會，位於臺北市松山區，2017年由前行政院院長江宜樺主導成立。現任董事長為江宜樺，副董事長為台灣玉山科技協會理事長王伯元及和碩聯合科技董事長童子賢，董事兼執行長由律師、前政務委員蔡玉玲擔任。董事名單還有杜紫軍、何培鈞、夏立言、馮燕、管中閔、葉匡時、龍應台、龔行憲等政商界人士。

## 外部連結
- 官網 （页面存档备份，存于）
- Facebook粉絲頁 （页面存档备份，存于）